# Frihedsmuseet

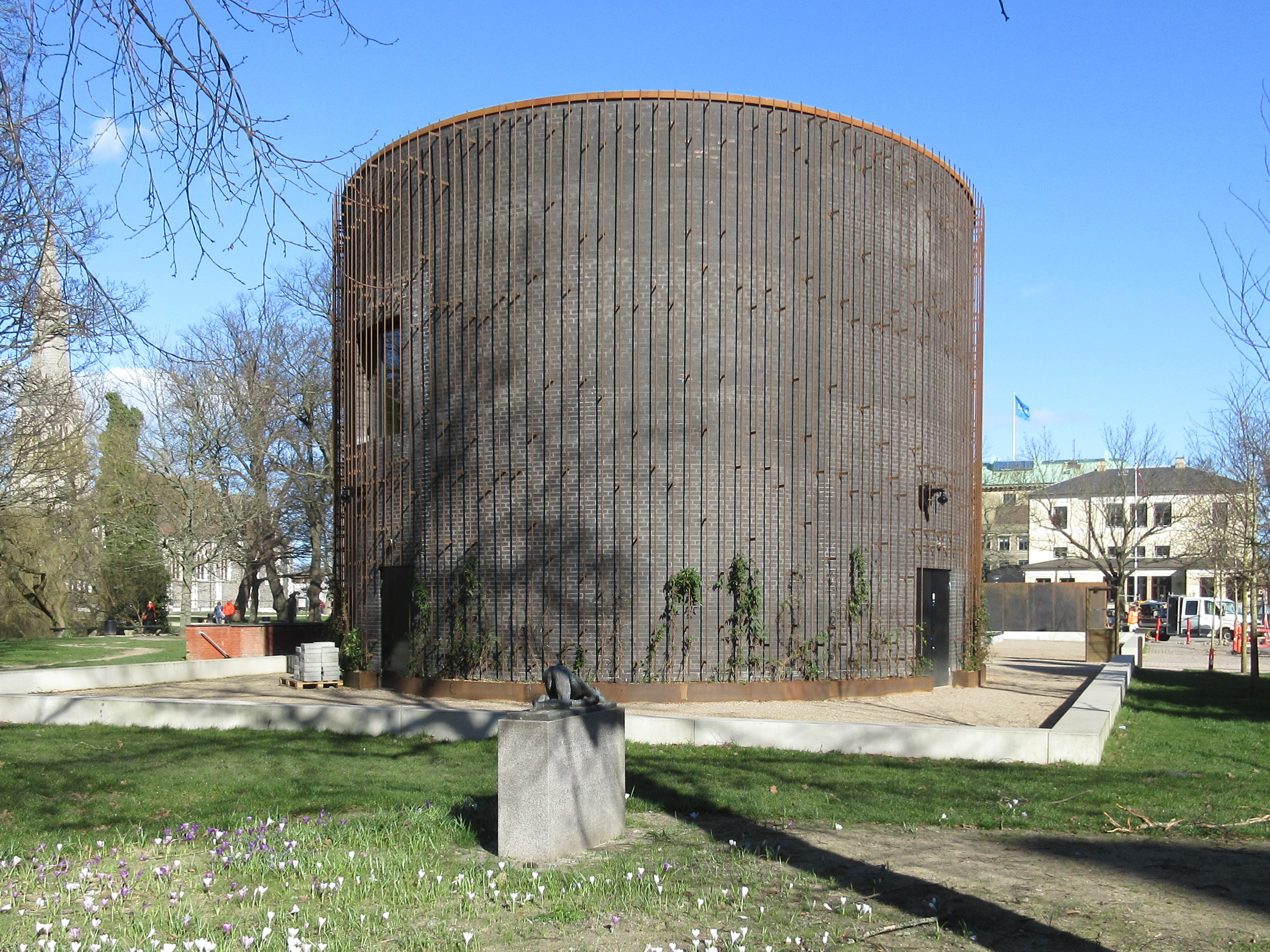
Frihetsmuseets nya byggnad.

Frihedsmuseet (svenska Frihetsmuseet) ligger i Churchillparken i Köpenhamn, nära Amalienborg, Kastellet och Langelinie. Museets officiella namn är ”Museet for Danmarks Frihedskamp 1940–1945”.

## Historia
Frihedsmuseet är en del av Nationalmuseet och berättar om ockupationen och motståndskampen i Danmark under åren 1940–1945.
Museet har sitt ursprung i motståndsrörelsens utställning ”Det kæmpende Danmark”, som under en period efter befrielsen 1945 visades för allmänheten i Frimurarlogen i Köpenhamn. Denna utställning fick senare en permanent hemvist i Frihedsmuseets förra, nu nerbrunna byggnad på Esplanaden, som byggdes efter en insamling år 1957.
Frihedsmuseet är det största enskilda museum i Danmark som handlar om andra världskriget och en av de mest besökta av Nationalmuseets avdelningar.

## Branden 2013
Den 28 april 2013 skadades Frihedsmuseet av en anlagd brand, som bröt ut i ett kafé. Alla oersättliga föremål räddades, men själva byggnaden blev totalförstörd. Ett nytt museum byggdes på samma plats. Det öppnade för allmänheten i juli 2020 och återinvigdes officiellt i september 2021.